# Сидори (Чугуївський район)
Сидори́ — село в Україні, у Зміївській міській громаді Чугуївського району Харківської області. Населення становить 48 осіб. До 2020 орган місцевого самоврядування — Тимченківська сільська рада.

## Географія
Село Сидори знаходиться на відстані 3 км від річки Мжа (правий берег), на відстані 2 км розташовані села Колісники, Погоріле, Бірки. Поруч проходить автомобільна дорога Т 2112. Навколо села багато садових ділянок.

## Історія
Село засноване в 1685 році.
За даними на 1862 — хутір Мереф'янської волості Харківського повіту .
12 червня 2020 року, відповідно до Розпорядження Кабінету Міністрів України  № 725-р «Про визначення адміністративних центрів та затвердження територій територіальних громад Харківської області», увійшло до складу Зміївської міської громади.
19 липня 2020 року, в результаті адміністративно-територіальної реформи та ліквідації Зміївського району, село увійшло до складу Чугуївського району Харківської області.

## Населення

### Мова
Розподіл населення за рідною мовою за даними :
| Мова       | Кількість | Відсоток |
| ---------- | --------- | -------- |
| українська | 48        | 100%     |